# バンダーバーグ郡 (インディアナ州)
バンダーバーグ郡（英: Vanderburgh County）は、アメリカ合衆国インディアナ州の南西部に位置する郡である。人口は18万0136人（2020年）。面積が小さいため人口密度が高い。郡庁所在地はエバンズビルであり、同郡で人口最大の都市である。
バンダーバーグ郡はケンタッキー州に跨るエバンズビル都市圏に属している。

## 歴史
バンダーバーグ郡は1818年1月7日にギブソン郡、ポージー郡、ウォリック郡の一部を合わせて設立された。郡名はアメリカ独立戦争の退役兵で、インディアナ準州では判事を務めたヘンリー・バンダーバーグに因んで名付けられた。

## 地理
アメリカ合衆国国勢調査局に拠れば、郡域全面積は236.33平方マイル (612.1 km2)であり、このうち陸地233.48平方マイル (604.7 km2)、水域は2.86平方マイル (7.4 km2)で水域率は1.21％である

### 属する地域
- イリノイ州・インディアナ州・ケンタッキー州3州地域
- インディアナ州南西部

### 主要高規格道路
| - 州間高速道路64号線 - 州間高速道路69号線 - 州間高速道路164号線 - アメリカ国道41号線 | - インディアナ州道57号線 - インディアナ州道62号線 - インディアナ州道65号線 - インディアナ州道66号線 |

### 隣接する郡
- ギブソン郡 - 北
- ウォリック郡 - 東
- ヘンダーソン郡 (ケンタッキー州) - 南
- ポージー郡 - 西

## 気候と気象
近年、郡庁所在地であるエバンズビル市の平均気温は1月の25°F (-4 ℃) から7月の91°F (33 ℃) まで変化している。過去最低気温は1985年1月に記録された-17°F (-27 ℃) であり、過去最高気温は1954年7月に記録された109°F (43 ℃) である。月間降水量は10月の2.96インチ (75 mm) から5月の4.78インチ (121 mm) まで変化している。

## 郡政府
郡政府は憲法による政体であり、インディアナ州憲法とインディアナ州法典によって特別の権力を認められている。

### 郡政委員会
郡政委員会は郡政府の財政責任のある立法府であり、郡の歳出や歳入を管理している。5人の委員が郡内の選挙区から選出され、3人が郡全体から選ばれる。任期は4年間である。給与、年間予算、特別支出を設定する責任がある。郡レベルで所得税や資産税、消費税、サービス税を課する限定付き権限があるが、所得税と資産税は州の承認を要する。

### 行政委員会
行政委員会は郡政府の行政府である。委員は郡全体を選挙区に選出されるが選出される選挙区に住んでいる必要がある。任期は4年間で2年毎に半数が改選される。委員の一人、通常は最も経験のある者が議長になる。行政委員会は郡政委員会が決めた法を実行し、税金を集め、郡政府の日々の機能を管理する責任がある。

### 郡裁判所
郡は幾らかの第一審をおこなう8つの州立地方裁判所を持っている。巡回裁判所1つと上級裁判所7つである。判事は6年間任期で無党派選挙で選出され、インディアナ州法廷弁護士協会の会員でなければならない。判事を補助するのがマジストレイトと呼ばれる法執行官であり、指名される。

### 郡政府役人
上記以外に、保安官、検視官、監査官、財務官、登記官、測量師および巡回裁判所事務官が選挙で選ばれている。任期は4年間であり、郡政府の異なる部門を監督している。郡政府に選ばれる役人は支持政党を公にすることが求められ、また郡の住人でなければならない。

## 人口動態
以下は2000年国勢調査による人口統計データである。
| 基礎データ - 人口: 171,922人 - 世帯数: 70,623 世帯 - 家族数: 44,421 家族 - 人口密度: 283人/km2（733人/mi2） - 住居数: 76,300軒 - 住居密度: 126軒/km2（325軒/mi2） 人種別人口構成 - 白人: 89.30% - アフリカン・アメリカン: 8.19% - ネイティブ・アメリカン: 0.18% - アジア人: 0.75% - 太平洋諸島系: 0.04% - その他の人種: 0.40% - 混血: 1.15% - ヒスパニック・ラテン系: 0.98% 先祖による構成 - ドイツ系：35.0％ - アメリカ人：16.1％ - アイルランド系：9.4％ - イギリス系：9.3％ | 年齢別人口構成 - 18歳未満: 23.1% - 18-24歳: 11.5% - 25-44歳: 28.1% - 45-64歳: 22.0% - 65歳以上: 15.3% - 年齢の中央値: 37歳 - 性比（女性100人あたり男性の人口） - 総人口: 90.2 - 18歳以上: 86.4 世帯と家族（対世帯数） - 18歳未満の子供がいる: 28.7% - 結婚・同居している夫婦: 47.5% - 未婚・離婚・死別女性が世帯主: 11.9% - 非家族世帯: 37.1% - 単身世帯: 31.0% - 65歳以上の老人1人暮らし: 12.1% - 平均構成人数 - 世帯: 2.33人 - 家族: 2.93人 収入と家計 - 収入の中央値 - 世帯: 36,823米ドル - 家族: 47,416米ドル - 性別 - 男性: 34,162米ドル - 女性: 22,869米ドル - 人口1人あたり収入: 20,655米ドル - 貧困線以下 - 対人口: 11.2% - 対家族数: 7.8% - 18歳未満: 14.4% - 65歳以上:7.3% |

## 郡区
バンダーバーグ郡は下記8つの郡区に分割されている。郡区名の後のカッコ内は2000年の人口である。
| - アームストロング (1,651) - センター (32,220) - ジャーマン (7,354) - ナイト (67,941) | - ペリー (23,687) - ピジョン (33,682) - スコット (5,445) - ユニオン (392) |

## 都市と町
- エバンズビル - 郡庁所在地
- ダームスタット

### 国勢調査指定地域
- ハイランド
- メロディヒル

### 未編入の町
- アール
- ヒルズデール
- イングルフィールド
- マカッチャンビル
- セントジョセフ